# Estelle Nze Minko
Estelle Nze Minko (Saint-Sébastien-sur-Loire, 11 agosto 1991) è una pallamanista francese, centrale del Győri ETO KC e della nazionale francese.
Con la maglia della nazionale ha vinto l'oro olimpico ai Giochi di Tokyo 2020 e l'argento olimpico ai Giochi di Rio de Janeiro 2016.

## Carriera

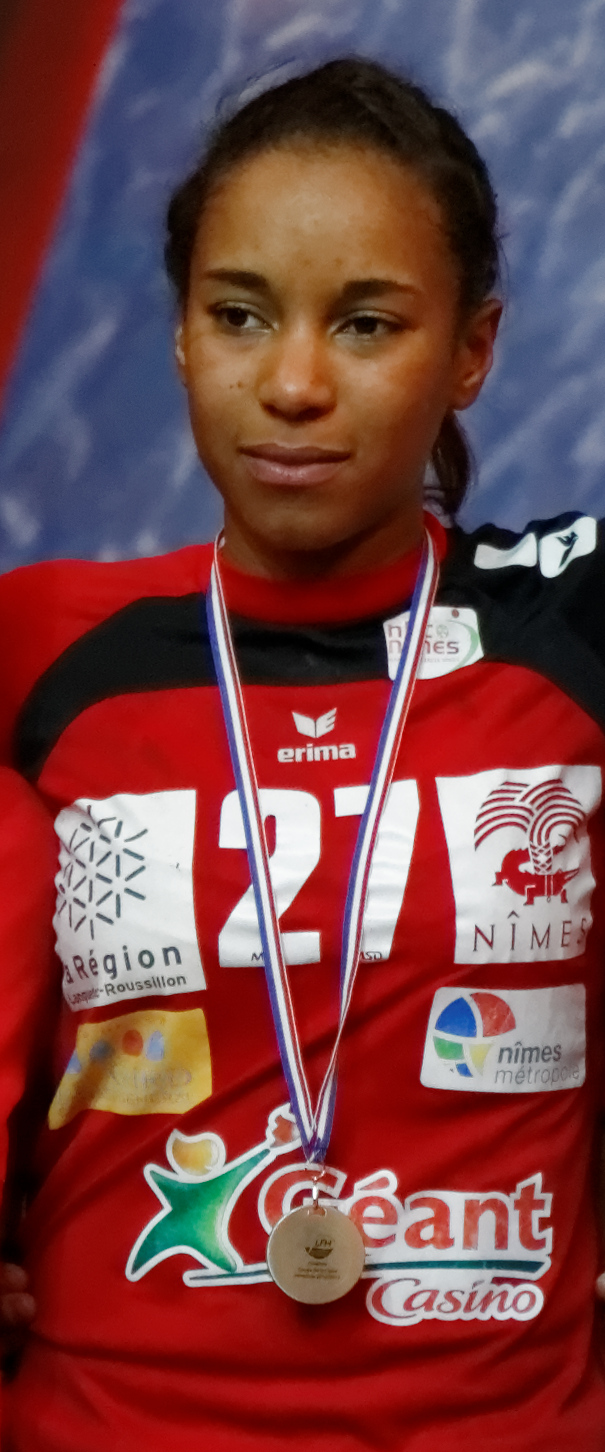
Estelle Nze Minko con la maglia del Nîmes nel 2013.

### Club
Estelle Nze Minko ha iniziato a giocare a pallamano nella propria città natale nei pressi di Nantes. È entrata poi a far parte delle giovanili del Nantes, trasferendosi al Tolosa nel 2009 all'età di 18 anni, e facendo così il suo esordio nella Division 1, massima serie del campionato francese femminile di pallamano. La società del Tolosa venne messa in liquidazione al termine della stagione e Nze Minko si trasferì al Mios-Biganos. Giocò per la squadra aquitana per le successive due stagioni, vincendo l'EHF Challenge Cup nella stagione 2010-2011. Nel 2012 è passata al Nîmes, per poi tornare al Nantes l'anno dopo. Dopo due stagioni al Nantes, si trasferì al Fleury Loiret, che aveva appena vinto il campionato francese, andando a sostituire la spagnola Marta Mangué. Rimase al Fleury Loiret per la sola stagione 2015-2016, vincendo la Coppa di Lega francese ed esordendo nell'EHF Champions League, massima competizione continentale per club.
Nel 2016 Nze Minko lasciò la Francia per trasferirsi al Siófok in Ungheria, assieme alla connazionale Chloé Bulleux. Giocò per il Siófok per tre stagioni consecutive, culminate con la vittoria dell'EHF Cup nella stagione 2018-2019. Nel 2019 arrivò il trasferimento al Győri ETO KC, vincitore dei precedenti quattro campionati nazionali e delle precedenti tre edizioni dell'EHF Champions League.

### Nazionale
Estelle Nze Minko ha fatto parte della selezione nazionale francese sin da giovanissima, prendendo parte al campionato europeo giovanile del 2009, vinto dalla Francia. Il 24 ottobre 2013 ha fatto il suo esordio con la nazionale maggiore nella partita contro la Slovacchia, valida per le qualificazioni al campionato europeo 2014. Nze Minko è stata poi inserita nella rosa della nazionale francese che ha partecipato al campionato europeo 2014, mettendosi in evidenza nella finale per il quinto posto, vinta dalla Francia per un punto sull'Ungheria, realizzando sette reti e venendo nominata giocatrice della partita.
Nel 2016 ha fatto parte della delegazione francese ai Giochi della XXXI Olimpiade a Rio de Janeiro, conquistando la medaglia d'argento con la nazionale nel torneo di pallamano, perdendo in finale dalla Russia. Grazie a questo successo Nze Minko venne premiata assieme alle altre compagne di squadra con l'ordine nazionale al merito. Nello stesso anno arrivò anche la medaglia di bronzo al campionato europeo 2016, competizione nella quale realizzò 35 reti, classificandosi al quinto posto nella classifica delle migliori marcatrici.
Nel biennio successivo arrivarono le medaglie d'oro per la vittoria del campionato mondiale 2017 e del campionato europeo 2018 con la nazionale francese, classificandosi al quinto posto nella classifica delle migliori marcatrici nella competizione continentale con 38 reti all'attivo. Al campionato europeo 2020 Estelle Nze Minko contribuì al cammino della Francia, che raggiunse la finale, perdendo dalla Norvegia, e conquistando così la medaglia d'argento. In questa occasione venne eletta come migliore giocatrice del torneo.
Ha fatto parte della rosa della nazionale che ha partecipato al torneo femminile di pallamano ai Giochi della XXXII Olimpiade, conquistando la medaglia d'oro per la vittoria finale. Grazie a questo successo venne insignita, assieme alle altre compagne di squadra, con la Legion d'onore.

## Palmarès

### Club
- EHF Challenge Cup: 1

Mios-Biganos: 2010-2011
- EHF Cup: 1

Siófok: 2018-2019
- Coppa di Lega francese: 1

Fleury Loiret: 2016

### Nazionale
- Campionato europeo giovanile

 Oro: Slovacchia 2007
- Argento olimpico: 1

Rio de Janeiro 2016
- Campionato mondiale

 Oro: Germania 2017
 Argento: Spagna 2021
- Campionato europeo

 Oro: Francia 2018
 Argento: Danimarca 2020
 Bronzo: Svezia 2016
- Oro olimpico: 1

Tokyo 2020

### Individuale
- Migliore giocatrice al campionato europeo: 1

Danimarca 2020